# Berrysburg
 (mai 2023).
Berrysburg est un borough situé au nord du comté de Dauphin, en Pennsylvanie, aux États-Unis,. En 2010, il comptait une population de 380 habitants. Il est incorporé le 14 décembre 1869.

## Démographie
Lors du recensement de 2010, le borough comptait une population de 368 habitants. Elle est estimée, en 2019, à 368 habitants.

### Source de la traduction
- (en) Cet article est partiellement ou en totalité issu de l’article de Wikipédia en anglais intitulé « Berrysburg, Pennsylvania » (voir la liste des auteurs).